# مصنع بورسلان كلينكورت

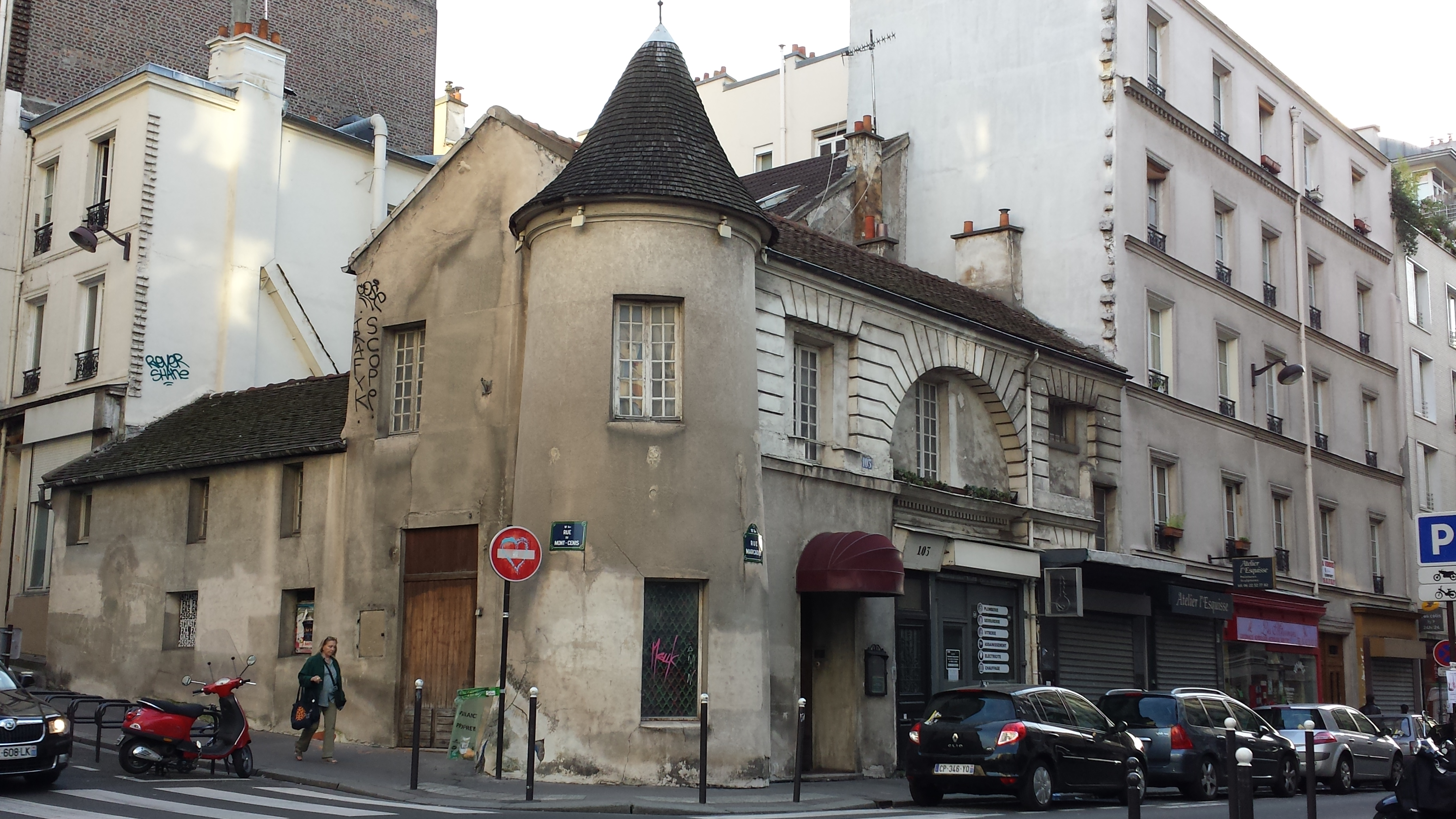
مصنع بورسلان كلينكورت

مصنع بورسلان كلينكورت هو مصنع بورسلان من القرن الثامن عشر ويقع في شارع ماركاديه في الدائرة الثامنة عشرة في باريس. دخل هذا البناء في قائمة اليونيسكو للتراث العالمي عام 1965.[بحاجة لمصدر]

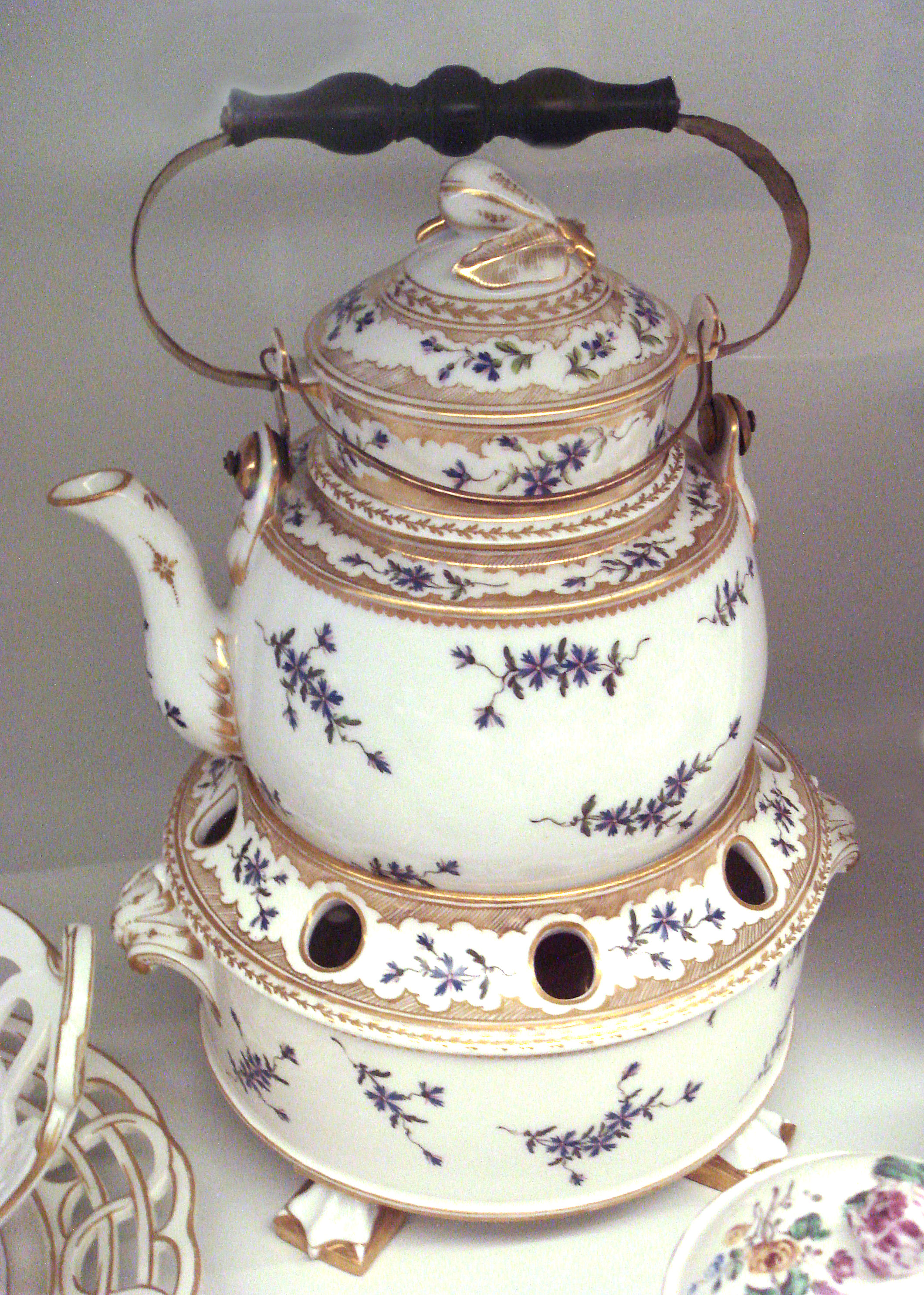
سخان شاي من عام 1780